# 크로아티아 대통령

크로아티아의 대통령기

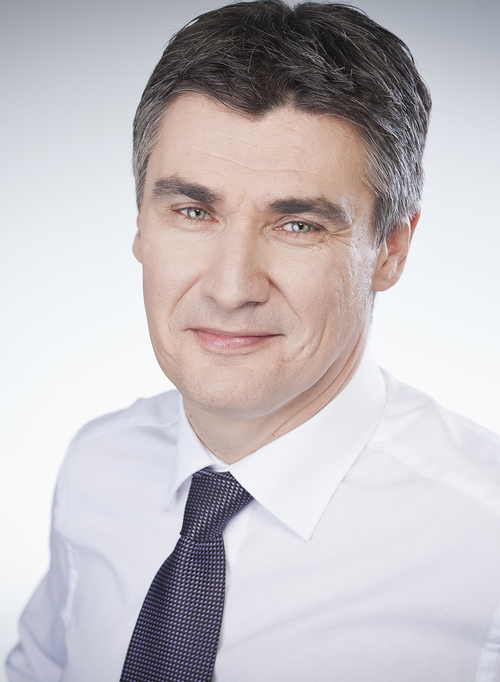
크로아티아의 대통령 조란 밀라노비치

크로아티아의 대통령(크로아티아어: Predsjednik Hrvatske)는 크로아티아의 일부만 명예직인 국가 원수이며, 임기는 5년 중임제이고 1번 중임은 가능하며 최대 임기는 10년이지만 하지만 실질적인 권한은 총리가 가지고 있다.

## 같이 보기
- 크로아티아의 총리